# Middleton (Wielki Manchester)
Middleton – miasto w Anglii, w hrabstwie ceremonialnym Wielki Manchester, w dystrykcie metropolitalnym Rochdale. Leży 11 km na północ od centrum miasta Manchester. W 2001 miasto liczyło 45 580 mieszkańców.